# Henry Bathurst, 2. Earl Bathurst

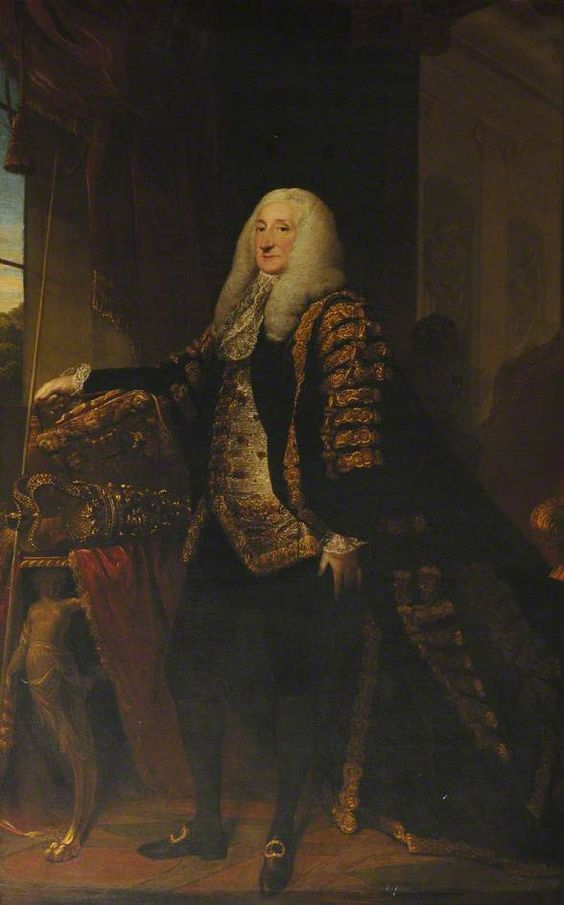
Henry Bathurst, 2. Earl Bathurst

Henry Bathurst, 2. Earl Bathurst PC KC (* 20. Mai 1714 in London; † 6. August 1794 in Oakley Grove, Gloucestershire) war ein britischer Rechtsanwalt, Politiker und Lordkanzler (1771–1778).

## Leben
Henry Bathurst war der älteste Sohn von Allen Bathurst, 1. Earl Bathurst (1684–1775) und seiner Cousine (zweiten Grades) Lady Catherine Apsley (1688–1768), Tochter von Sir Peter Apsley. Bis 1730 besuchte er das Balliol College der Universität Oxford. Zwischen 1735 und 1754 war er Parlamentsmitglied (Tory) im Unterhaus für Cirencester in Gloucestershire. Eine Anerkennung durch die Krone und die Gerichte bekam Henry Bathurst, in dem er zum  Kronanwalt (King's Counsel) gewählt wurde (1746). Ab 1771 gehörte er dem Privy Council (The Lords of Her Majesty's Most Honourable Privy Council) an. Zur gleichen Zeit wurde er von Georg III., auf Vorschlag seines Premierminister Frederick North, 2. Earl of Guilford, zum Lord High Chancellor ernannt (1771–78). Zugleich wurde er als Baron Apsley, of Apsley in the County of Sussex zum Peer erhoben. Zwischen 1779 und 1782 war er Lord President of the Council. 1775 erbte er von seinem Vater den Titel Earl Bathurst.

## Familie
In 1754 heiratete er Anne James. Sie starb 1758. Aus seiner zweiten Ehe mit Lady Tryphena Scawen (1730–1807) ging ein Sohn, Henry Bathurst, 3. Earl Bathurst (1762–1834) hervor.